# Gingitsune
Gingitsune (ぎんぎつね?, Gingitsune, lett. "Volpe d'argento") è un manga scritto e disegnato da Sayori Ochiai, pubblicato sulla rivista Ultra Jump della Shūeisha a partire da giugno 2009. Un adattamento anime di 12 episodi è stato prodotto da Diomedéa e trasmesso dal 6 ottobre al 22 dicembre 2013.

## Trama
Makoto Saeki è la figlia del sacerdote del santuario scintoista dedicato alla divinità Inari Ukanomitama; quando ha 4 anni, sua madre muore e lei eredita un inusuale potere chiamato La Vista. Questo potere le permette di vedere il messaggero del santuario, Gintaro, un araldo con sembianze di una volpe. Egli è l'intermediario tra il mondo degli umani e quello degli dèi, e protegge il tempio fin dal periodo Edo. Durante il funerale della madre di Makoto, Gintaro dichiarerà che la ragazza è la quindicesima erede del potere nella sua famiglia. Gintaro è capace di intravedere piccoli episodi futuri e trovare cose perdute. Nonostante il suo essere rude e poco motivato, riesce a sviluppare una buona amicizia con Makoto. Essendo Makoto l'unica a poter vedere lo spirito, lei e Gintaro decidono di essere gli intermediari tra gli dei e coloro che vengono al tempio per chiedere aiuto.

## Personaggi

### Personaggi principali
Makoto Saeki (冴木 まこと Saeki Makoto)
Doppiata da: Hisako Kanemoto
La vera erede del tempio. Quando la madre morirà, intorno ai quattro anni della figlia, guadagnerà l’abilità di vedere gli araldi, intermediari tra il mondo divino e quello umano. Makoto vive con suo padre Tatsuo e Gintaro, lo spirito volpe, nel santuario. Più tardi dovrà condividere la sua casa con Satoru e Haru. Frequenta la Shinto West Public High School e a scuola è conosciuta per le sue accurate premonizioni date dall’aiuto di Gintaro e dei suoi poteri.
Gintaro (銀太郎 Gintarō)
Doppiato da: Shin'ichirō Miki
Araldo del santuario Saeki, ha l'aspetto di una grande volpe che protegge il tempio da quindici generazioni della famiglia Saeki. Anche se appare rilassato e non interessato alle questioni umane, tiene molto a Makoto nonostante la consideri una persona noiosa. Ha un debole per le arance dovuto al suo passato, venne salvato da una giovane ragazza che gli offrì il frutto.
Tatsuo Saeki (冴木 達夫 Saeki Tatsuo)
Doppiato da: Toshihiko Seki
È il padre di Makoto e anche il sacerdote del tempio. Non riesce a vedere gli araldi, come la figlia e la defunta moglie, in quanto è entrato a far parte della famiglia con il matrimonio.  Nonostante ciò è consapevole dell’esistenza di Gintaro e spera di poterlo vedere. Tatsuo possedeva originariamente il cognome Toyokura ma adottò il cognome della moglie quando decise di diventare un sacerdote.
Satoru Kamio (神尾 悟 Kamio Satoru)
Doppiato da: Kenshō Ono
È il successore del santuario Kamio, erediterà La Vista da suo nonno dopo la sua morte in quanto i genitori di Satoru morirono prematuramente a causa di un incidente. Dopo la morte del nonno fu cresciuto da alcuni parenti che lo maltrattarono e cominciarono ad isolarlo dagli altri. Più tardi si trasferisce a casa Saeki insieme ad Haru e comincerà a frequentare la scuola superiore Shinto insieme a Makoto. Il suo sport preferito è il Kendo ed è uno dei motivi che lo rende popolare tra le ragazze. Nel manga, viene mostrato che lentamente comincia a provare qualcosa per Makoto.
Haru (ハル Haru)
Doppiata da: Ayumi Fujimura
Araldo del santuario Kamio da ottant’anni. In uno degli episodi si può vedere un ricordo di una volpe uccisa da un furgone. L'animale era Haru e il suo spirito comincia a seguire il nonno di Satoru, che aveva provato a soccorrerla portandola da un veterinario, e lo vede sotterrarla sotto un ciliegio del tempio Kamio. Da questo gesto diventa un araldo. È molto attaccata a Sotoru e gelosa di qualsiasi ragazza cerchi di approcciarlo.

### Personaggi della Shinto West Public High School
Yumi Ikegami (池上 ユミ Ikegami Yumi)
Doppiata da: Chinatsu Akasaki
È  una compagna di classe di Makoto. Le due si conoscono quando Yumi le chiede di risolvere un problema creatosi tra lei e il suo ragazzo, Shōhei. Yumi è una ragazza tranquilla ma testarda. Non va molto d'accordo con la compagna di classe Hiwako ma grazie all’aiuto di Makoto che le invita a casa sua, le due diventeranno amiche intime. Le piacciono molto gli animali e vorrebbe fare un qualsiasi lavoro che sia legato ad esso.
Hiwako Funabashi (船橋 日輪子 Funabashi Hiwako)
Doppiata da: Ami Koshimizu
Come Yumi anche Hiwako è una compagna di classe di Makoto, studentessa modello e vice presidentessa del consiglio studentesco. Proviene da una famiglia benestante specializzata nelle cerimonie del tè. All’inizio mostra un comportamento freddo nei confronti degli altri, dovuto all’educazione severa ricevuta, ma cambierà approccio diventando amica intima di Makoto e Yumi. Dai suoi comportamenti e dalle parole di Yumi sembrerebbe che Hiwako abbia una infatuazione per il padre di Makoto.

## Volumi
| Nº | Data di prima pubblicazione | Data di prima pubblicazione | Data di prima pubblicazione |
| Nº | Giapponese                  | Giapponese                  |                             |
| -- | --------------------------- | --------------------------- | --------------------------- |
| 1  | 18 settembre 2009           | ISBN 978-4-08-877731-3      |                             |
| 2  | 19 marzo 2010               | ISBN 978-4-08-877833-4      |                             |
| 3  | 19 agosto 2010              | ISBN 978-4-08-879021-3      |                             |
| 4  | 19 gennaio 2011             | ISBN 978-4-08-879098-5      |                             |
| 5  | 19 luglio 2011              | ISBN 978-4-08-879181-4      |                             |
| 6  | 19 dicembre 2011            | ISBN 978-4-08-879248-4      |                             |
| 7  | 19 giugno 2012              | ISBN 978-4-08-879359-7      |                             |
| 8  | 18 gennaio 2013             | ISBN 978-4-08-879504-1      |                             |
| 9  | 19 settembre 2013           | ISBN 978-4-08-879653-6      |                             |
| 10 | 18 ottobre 2013             | ISBN 978-4-08-879670-3      |                             |
| 11 | 19 novembre 2014            | ISBN 978-4-08-879787-8      |                             |
| 12 | 19 giugno 2015              | ISBN 978-4-08-890212-8      |                             |
| 13 | 19 gennaio 2017             | ISBN 978-4-08-890583-9      |                             |